# Eliot Spitzer
Eliot Laurence Spitzer (Nueva York, 10 de junio de 1959) es un abogado y político estadounidense del Partido Demócrata. Sirvió como 54.º gobernador de Nueva York desde el 1 de enero de 2007, anunciando el 12 de marzo de 2008 que haría efectiva su dimisión el 17 de marzo de 2008 debido a un escándalo sexual relacionado con una prostituta del alto "standing". Fue considerado todo un fracaso para la política de ideología política y económica cercana al obrero y pequeño inversor, dado que luchó por sus derechos y persiguió a los altos ejecutivos y brokers de Wall Street que no cumplían con la ley, llegando a ser conocido como: "El sheriff de Wall Street".

## Biografía
Eliot Spitzer nació el 10 de junio de 1959 en New York, hijo de Bernard Spitzer, un magnate inmobiliario "hecho a sí mismo" que lo impulsó a triunfar, haciéndole matricular en Harvard y Princeton. Se cuenta que Bernard dio a su hijo una lección de que uno no debe fiarse de nadie cuando lo "timó" jugando al monopoly. Spitzer contó posteriormente que lloró en aquella ocasión, teniendo nueve o diez años. 
Contrajo matrimonio con Silda Wall en octubre de 1987 y tienen tres hijos en común.
Spitzer comenzó su carrera laboral como abogado y hombre de leyes a finales de los ochenta y principio de los noventa, en firmas como Constantine and Partners o Skadden, Arps, Slate, Meagher & Flom.
Comenzó su carrera política a principios de los noventa, concretamente en 1993, perdiendo las elecciones de 1994 en el partido demócrata, lográndolo en las siguientes elecciones, en 1998, convirtiéndose en el 63.º fiscal general de Nueva York.
Dejó el cargo años después para convertirse, en 2007, en el gobernador de Nueva York. La política de Spitzer era erradicar la corrupción, fraude y abusos de los altos mandos del mercado financiero y bursátil, pero sus múltiples reformas fueron obstaculizadas todo lo posible por personas como el en aquellos años director general de AIG Maurice Hank Greenberg. Fue acosado por estrategas políticos sin escrúpulos, como Jason Stone, o por otros políticos y financieros como Joe Bruno, con quien hubo graves conflictos debido a las irregularidades de Bruno, un ejemplo claro es el famoso caso "Troopergate".
Todo su trabajo administrativo al frente de la oficina del fiscal general y del gobernador fueron echadas por tierra cuando, tras mantener relaciones sexuales con una escort de lujo y que estas salieran a la luz, dimitiera a comienzos de 2008. Sus reformas y lucha contra los delitos de cuello blanco fueron ejecutadas por los últimos y así mantener su sistema abusivo, que reventó a finales de ese mismo año, cuando tras la bancarrota de Lehman Brothers el 15 de septiembre de 2008 provocó el hundimiento mundial del sistema financiero.
Su historia sirvió de argumento para la serie de televisión The Good Wife, en el que el papel de Spitzer vendría a ser representado por "Peter Florrick", cuyo papel interpreta el actor Chris Noth.